# 奈良市立ならやま小中学校
奈良市立ならやま小中学校（ならしりつならやましょうちゅうがっこう）は、奈良県奈良市神功2丁目1番地に位置する公立小中一貫学校。
2022年3月に閉校した平城西中学校、神功小学校及び右京小学校が統合し、ならやま小中学校となった。
制服は無く私服。現在ある部活は、野球部（男）、吹奏楽部、美術部、パソコン部、バドミントン部（男・女）、テニス部（女）、バスケットボール部（男・女）などがある。校訓は、「友愛・自主・健康」。
運動場とプールは旧神功小学校のものを再利用している。

## 概要
- 奈良市神功二丁目1（位置 東経135度47分 北緯34度43分 海抜108メートル）

## 歴史
- 2021年1月 - バンビホーム建設工事開始
- 2021年2月 - 第二体育館を建設するため、平城西中学校プール撤去
- 2021年3月 - 小学校校舎建設開始
- 2021年5月 - バンビホーム　建設完了
- 2021年6月 - 小学校校舎、第二体育館建設完了
- 2021年7月 - 中学校校舎（旧平城西中学校校舎）リフォーム工事開始
- 2022年2月 - 中学校校舎リフォーム工事完了
- 2022年4月 - 施設一体型小中一貫校への再編のため奈良市立ならやま中学校に改称。右京小学校・神功小学校が統合されて奈良市立ならやま小学校となり敷地内に新築した小学部棟へ移転。小中一貫校としては奈良市立ならやま小中学校と呼ばれるようになった。
- 2022年4月6日 - 開校
- 2023年1月 - 小中学校に時計を寄贈

## 通学区域
- 神功1〜6丁目、右京1〜5丁目[2]

## 通学区域が隣接している学校

### 小学校
- 奈良市立朱雀小学校
- 奈良市立平城小学校
- 奈良市立東登美ヶ丘小学校
- （京都府）精華町立山田荘小学校
- （京都府）木津川市立高の原小学校
- （京都府）木津川市立相楽台小学校

### 中学校
- 奈良市立平城東中学校
- 奈良市立平城中学校
- 奈良市立登美ヶ丘北中学校
- （京都府）精華町立精華南中学校
- （京都府）木津川市立木津第二中学校